# Folketingswahl 1903
- Social.: 16
- Sonst.: 1
- Venstr.: 73
- Mod. V.: 12
- Højre: 12

Die Folketingswahl 1903 am 16. Juni war die 26. Wahl zum Folketing, der zweiten Kammer des dänischen Parlaments. Die Venstrereformpartiet gewann erneut die meisten Wahlkreise und verfügte mit 73 der 114 Sitze über eine komfortable absolute Mehrheit. Die von ihr geführte Regierung Deuntzer wurde fortgesetzt. Im Januar 1905 wurde sie von der Regierung Christensen abgelöst.

## Wahlmodus
Die 114 Sitze des Folketings wurden über ebenso viele Wahlkreise nach Mehrheitswahlrecht vergeben. Wahlberechtigt zur Folketingswahl waren dänische Männer, die das 30. Lebensjahr vollendet hatten und über einen eigenen Wohnbesitz in Dänemark verfügten. Ausgeschlossen waren jedoch Personen, die in der Vergangenheit Armutshilfe erhielten und diese noch nicht zurückzahlten oder unter Vormundschaft standen. Unter diesen Voraussetzungen waren somit nur etwa 16,5 % der Bevölkerung wahlberechtigt. War in einem Wahlkreis nur ein einziger Kandidat aufgestellt, fand eine Abstimmung mit der zusätzlichen Option der Ablehnung des einzigen Kandidaten statt, sofern dies mindestens 50 Wähler wünschten. Andernfalls wurde der Kandidat ohne Abstimmung zum Folketingsvertreter ernannt.

## Ergebnisse
Die Venstrereformpartiet stellte in 103 von 114 Wahlkreisen eigene Kandidaten auf. Die Sozialdemokraten hatten nur in 56 Wahlkreisen eigene Vertreter aufgestellt, die Højre tat dies in 44 Wahlkreisen. In 16 Wahlkreisen waren Kandidaten der Moderaten Venstre wählbar. In 33 Wahlkreisen gab es nur Kandidaten einer einzigen Partei (29 Venstrereformpartiet, 4 Socialdemokratiet). In 10 Wahlkreisen wurde ein alleiniger Kandidat ohne Abstimmung ernannt. In 12 Wahlkreisen musste sich der alleinige Kandidat gegen Nein-Stimmen durchsetzen.
| Partei                                                            | Stimmen   | Prozent   | Sitze     | ± Sitze   |
| ----------------------------------------------------------------- | --------- | --------- | --------- | --------- |
| Venstrereformpartiet Venstre-Reform-Partei                        | 113.000   | 48,0 %    | 73        | ▼ 3       |
| Socialdemokratiet Sozialdemokraten                                | 048.046   | 20,4 %    | 16        | ▲ 2       |
| Højre og Frikonservative Rechte und Freikonservative              | 047.286   | 20,1 %    | 12        | ▲ 4       |
| Det Moderate Venstre Moderate Liberale 1901: Forhandlende Venstre | 017.167   | 07,3 %    | 12        | ▼ 4       |
| Parteilose                                                        | 005.459   | 02,3 %    | 01        | ▲ 1       |
|                                                                   |           |           |           |           |
| Wahlberechtigte                                                   | 416.748 a | 416.748 a | 416.748 a | 416.748 a |
| Abgegebene Stimmen                                                | 239.627   | 239.627   | 239.627   | 239.627   |
| Gültige Stimmen                                                   | 235.628 b | 235.628 b | 235.628 b | 235.628 b |
| Wahlbeteiligung                                                   | 63,0 %    | 63,0 %    | 63,0 %    | 63,0 %    |